# Alfons Stemmer
Alfons Stemmer, genannt Fonse (* 19. Oktober 1933 in München; † 7. Januar 1985 ebenda) war ein Fußballspieler des TSV 1860 München, der im Jahr 1964 mit den „Löwen“ den DFB-Pokal gewonnen hat.

## Karriere

### München, bis 1964
Am 2. Oktober 1955, dem vierten Spieltag der Runde 1955/56, debütierte der von Kickers München zu den „Löwen“ gekommene Abwehrspieler in der Oberliga Süd. Er lief im damaligen WM-System für die „Blauen“ unter Trainer Max Schäfer als rechter Verteidiger beim Auswärtsspiel gegen den BC Augsburg (2:2) auf. Auch der gleichaltrige Angreifer Johann Auernhammer debütierte in dieser Runde bei den „Löwen“ in der Oberliga Süd. Die Elf um Ferdinand Börstler, Kurt Mondschein und Ludwig Zausinger, als Meister der 2. Liga Süd 1954/55 in die Oberliga Süd zurückgekehrt, stieg als Tabellenletzter im Sommer 1956 wieder in die 2. Liga ab. Stemmer hatte 18 Ligaspiele absolviert. Umgehend gelang 1956/57 mit dem Titelgewinn in der 2. Liga die Rückkehr in die Oberliga. Dort kam zur Saison 1957/58 mit Hans Hipp ein neuer Trainer zu den „Löwen“. Jetzt gehörte Stemmer, von dem späteren Meistertrainer Max Merkel mit den Worten beschrieben, „nach seinem Aussehen, seiner Sprache und seiner Spielweise ein typischer Urbayer“, zu den Leistungsträgern des Sechzger-Spiels. Er dirigierte folglich am 11. August 1957 zum Rundenstart beim Heimspiel gegen den Karlsruher SC (2:1) als Mittelläufer die Abwehr der Elf aus Giesing. Am Rundenende belegte der Oberligarückkehrer den sechsten Rang und „Fonse“ Stemmer hatte 28 von 30 Ligaspielen absolviert und dabei fünf Tore an der Seite von Torjäger Rudolf Kölbl erzielt. In den nächsten drei Jahren etablierte sich das Team um Stopper Stemmer mit zwei weiteren Platzierungen auf Rang sechs (1959 und 1961) und 1960 auf dem 5. Platz in der erweiterten Spitzengruppe in der Südliga. Da jetzt aber mit Rudolf Brunnenmeier und Alfred Heiß hochtalentierte Offensivkräfte und mit Manfred Wagner, Rudolf Steiner und Hans Reich auch für die Defensive entwicklungsfähiges Personal vorhanden war, baute man zur Runde 1961/62 auf die Qualitäten eines neuen Trainers und verpflichtete von Borussia Dortmund den Österreicher Max Merkel.
Der Rundenstart ging mit 1:6 am 6. August 1961 im Heimspiel gegen Eintracht Frankfurt gründlich daneben. Dies trotz der aufgelaufenen namhaften Neuzugänge Helmut Benthaus und Hans Küppers an der Seite von Abwehrchef Stemmer. Eintracht-Linksaußen Lothar Schämer traf gleich viermal in das Tor der Merkel-Elf. Mit 0:6 Punkten starteten die „Blauen“ in das vorletzte Jahr der alten erstklassigen Oberliga. Stemmer gehörte aber mit Torjäger Brunnenmeier (25 Tore) zu den zwei Akteuren, die unter dem neuen Trainer in allen Ligaspielen zum Einsatz kamen. Am Rundenende stand München 1860 auf dem siebten Rang und die Aufnahme in die neue Fußball-Bundesliga zur Saison 1963/64 war im Abschlussjahr 1962/63 nur schwerlich zu erreichen. Mit Torhüter Petar Radenković und dem Berlin-Rückkehrer Rudolf Zeiser glückten aber erstklassige Verstärkungen für die Abwehr und mit Wilfried Kohlars traf dies auch für die Offensive zu. Nach Ende der Hinrunde stand 1860 mit 22:8 Punkten einen Zähler hinter dem 1. FC Nürnberg auf dem zweiten Platz und die Abwehr um „Radi“ Radenkovic und Abwehrchef Stemmer hatte lediglich 14 Gegentore kassiert. Der lokale Rivale FC Bayern mit Herbert Erhardt, Werner Olk, Willi Giesemann, Dieter Brenninger, Rainer Ohlhauser und Peter Grosser folgte auf dem dritten Rang. Abwehrdirigent Stemmer erzielte in dieser Saison sieben Tore durch Elfmeter für die 1860er; darunter verwandelte er auch einen beim 6:5-Auswärtserfolg am 3. März 1963 bei Ulm 1846 gegen Nationaltorhüter Wolfgang Fahrian. „Spatzen“-Angreifer Manfred Ruoff glückten gegen Petar Radenkovic an diesem Tag gleich vier Treffer. Die 2:4-Heimniederlage am 21. April 1963 gegen den Titelverteidiger 1. FC Nürnberg vor 51.000 Zuschauern, konnte den Meisterschaftserfolg der Mannschaft um „Fonse“ Stemmer mit drei Punkten Vorsprung nicht mehr verhindern. In seinen 29 Ligaeinsätzen mit sieben verwandelten Elfmetern trug er ganz wesentlich zum Titelgewinn von München 1860 bei; letztlich auch zu deren Bundesliganominierung, da der süddeutsche Meister des Jahres 1963 dem Lokalrivalen FC Bayern vorgezogen wurde. Der Titelgewinn im abschließenden Oberliga-Jahr gab den Ausschlag zur Aufnahme in die Fußball-Bundesliga für die Saison 1963/64. Im Oberligabuch von Werner Skrentny wird Merkel über Stemmer von Hans Eiberle mit folgenden Worten zitiert: „Der hat alles gemacht, was verboten war, der hat gesoffen, geraucht und gezockt, ein Urgewächs aus der alten Sechziger-Schule, kein großer Fußballer, aber er hat sich immer hundertprozentig eingesetzt.“
In der Endrunde um die deutsche Meisterschaft 1963 scheiterte die Mannschaft aber an Borussia Dortmund. In allen sechs Gruppenspielen gegen Dortmund, Hamburger SV und Borussia Neunkirchen lief der Stopper für die „Löwen“ auf; bei der 1:2-Heimniederlage gegen Neunkirchen am 8. Juni verwandelte er auch einen Elfmeter. Bei der Wahl zu Deutschlands Fußballer des Jahres 1963 belegte Stemmer zusammen mit seinem Mannschaftskollegen Brunnenmeier mit jeweils fünf Stimmen den neunten Rang.
Im ersten Jahr in der Bundesliga, 1963/64, platzierten sich die Merkel-Schützlinge mit einem siebten Rang im Mittelfeld. Stemmer kam in 17 Bundesligaspielen zum Einsatz und verwandelte zwei Elfmeter. Im DFB-Pokal 1963/64 erfuhr er dagegen seinen größten Erfolg. Am 13. Juni 1964 gewann 1860 München mit Mittelläufer Stemmer das Pokalendspiel in Stuttgart mit 2:0 Toren gegen Eintracht Frankfurt. Er war in allen Pokalspielen im Einsatz. In der ersten Hauptrunde beim 2:0-Erfolg gegen Borussia Dortmund, wo er gegen die starke BVB-Offensive mit Reinhold Wosab, Aki Schmidt, Franz Brungs, Friedhelm Konietzka und Lothar Emmerich keinen Gegentreffer kassierte. Auch in den weiteren Spielen gegen den 1. FC Kaiserslautern (4:2), 1. FC Saarbrücken (3:1) und im Halbfinale gegen den Nord-Regionalligisten FC Altona 93 (4:1 n. V.) dirigierte Stemmer erfolgreich zusammen mit „Radi“ Radenkovic die Abwehr der Sechzger. Im Endspiel wird die Läuferreihe als überragender Mannschaftsteil beschrieben. „Schwergewicht Alfons Stemmer wuchtete jedem Ball hinterher und brachte die Eintracht Stürmer schier zur Verzweiflung“. Gegen den Innensturm der Frankfurter mit Horst Trimhold, Erwin Stein und Wilhelm Huberts kein Tor zugelassen zu haben, war eine wesentliche Voraussetzung zum Pokalerfolg. Alfons Stemmer war in der Zeitspanne von 1955 bis 1964 eine unverzichtbare Größe bei 1860 München. Er bestritt in seinen neun Jahren bei den Sechzgern insgesamt 238 Pflichtspiele für die „Löwen“ und erzielte dabei 19 Tore.

### Offenbach, 1964/65
Zur Runde 1964/65 unterschrieb Stemmer einen neuen Vertrag bei Kickers Offenbach und wechselte in die zweitklassige Fußball-Regionalliga Süd. Die Elf vom Bieberer Berg war äußerst umstritten nicht für die neue Bundesliga nominiert worden und hatte hinter Überraschungsmeister KSV Hessen Kassel und Vize Bayern München 1963/64 in der Regionalliga Süd den dritten Platz belegt. Der Rundenstart glückte am 9. August 1964 mit Stopper Stemmer durch einen 8:1-Auswärtserfolg bei Ulm 1846. Unter Trainer Radoslav Momirski und Mitspielern wie Hermann Nuber, Siegfried Gast, Sigfried Held und Georg Tripp reichte es 1964/65 aber auch nur zum dritten Rang und der OFC verfehlte damit zum zweiten Mal das Ziel der Bundesligaaufstiegsrunde. Der Bayer hatte in 29 Regionalligaeinsätzen drei Tore für Offenbach erzielt. Im Sommer 1965 beendete Stemmer seine höherklassige Laufbahn als Fußballspieler.

## Nach der Karriere
Stemmer kehrte wieder nach München zurück. In der folgenden Zeit war er als Trainer bei kleineren Münchner Vereinen aktiv und spielte auch regelmäßig in der Freizeit-Mannschaft des TSV 1860. In der Nacht zum 7. Januar 1985 verstarb Stemmer nach einem Herzinfarkt. Er hinterließ seine Frau und zwei Söhne und wurde auf dem Münchner Ostfriedhof beerdigt.

## Bestechung
Vor dem vorletzten Spieltag der Bundesligasaison 1963/64, den 25. April 1964, einer 1:3-Auswärtsniederlage bei Hertha BSC, wurde Stemmer von den Berlinern mit 15.000 Mark bestochen. Jahre später flog die Sache auf und Stemmer wurde wegen Meineids gerichtlich zu vier Monaten Gefängnis verurteilt.